# 충청북도교육감
충청북도교육감은 충청북도교육청을 지휘하는 차관급 정무직 공무원이다.

## 역대 교육감[1]
| 대수     | 이름          | 임기                               | 비고                                 |
| -------- | ------------- | ---------------------------------- | ------------------------------------ |
|          | 교육위원 체제 | 1962년 11월 3일 ~ 1964년 2월 3일   | 박철, 이종대, 정원상, 곽금택, 곽정길 |
| 제1대    | 윤봉수        | 1964년 2월 4일 ~ 1968년 2월 3일    |                                      |
| 제2대    | 연규횡        | 1968년 2월 4일 ~ 1972년 2월 3일    |                                      |
| 제3대    | 육진성        | 1972년 2월 4일 ~ 1976년 2월 3일    |                                      |
| 제4대    | 육진성        | 1976년 2월 4일~ 1980년 2월 3일     |                                      |
| 제5대    | 최성렬        | 1980년 2월 11일 ~ 1984년 2월 10일  |                                      |
| 제6대    | 유성종        | 1984년 2월 11일 ~ 1988년 2월 10일  |                                      |
| 제7대    | 유성종        | 1988년 2월 11일 ~ 1991년 12월 4일  |                                      |
| 제8대    | 정인영        | 1991년 12월 5일 ~ 1995년 12월 3일  |                                      |
| 제9대    | 김영세        | 1995년 12월 4일 ~ 1999년 12월 3일  |                                      |
| 제10대   | 김영세        | 1999년 12월 4일 ~ 2002년 5월 2일   |                                      |
| 제11대   | 김천호        | 2002년 5월 3일 ~ 2003년 12월 3일   |                                      |
| 제12대   | 김천호        | 2003년 12월 4일 ~ 2005년 8월 3일   |                                      |
| 제13대   | 이기용        | 2005년 8월 4일 ~ 2007년 12월 3일   |                                      |
| 제14대   | 이기용        | 2007년 12월 20일 ~ 2010년 6월 30일 |                                      |
| 제15대   | 이기용        | 2010년 7월 1일 ~ 2014년 3월 4일    |                                      |
| 권한대행 | 김대성        | 2014년 3월 5일 ~ 2014년 6월 30일   |                                      |
| 제16대   | 김병우        | 2014년 7월 1일 ~ 2018년 6월 30일   |                                      |
| 제17대   | 김병우        | 2018년 7월 1일 ~ 2022년 6월 30일   |                                      |
| 제18대   | 윤건영        | 2022년 7월 1일 ~                   |                                      |

## 같이 보기
- 충청북도교육감 선거